# Holm of Huip
Holm of Huip är en ö i Storbritannien.   Den ligger i kommunen Orkneyöarna och riksdelen Skottland, i den norra delen av landet, 900 km norr om huvudstaden London. Arean är 0,36 kvadratkilometer.
Terrängen på Holm of Huip är mycket platt. Öns högsta punkt är 16 meter över havet. Den sträcker sig 0,9 kilometer i nord-sydlig riktning, och 0,6 kilometer i öst-västlig riktning.